# Geranomyia feuerborni
Geranomyia feuerborni är en tvåvingeart som först beskrevs av Alexander 1931.  Geranomyia feuerborni ingår i släktet Geranomyia och familjen småharkrankar. Inga underarter finns listade i Catalogue of Life.